# 鈴木奈々
鈴木 奈々（すずき なな、1988年〈昭和63年〉7月9日 - ）は、日本の女性ファッションモデル、タレント。TWIN PLANET ENTERTAINMENT所属。茨城県龍ケ崎市出身。

## 経歴

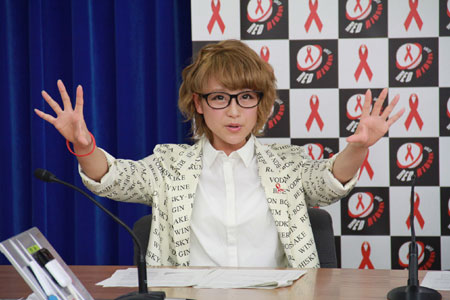
2013年5月22日撮影

勉強が苦手であったことから、当時その地域で最も偏差値の低い高校に進学。同高校においても10教科中9教科で1を取るという成績不振から退学となった。その後、通信制高校に再入学し卒業している。
高校生時代には学校のクラブ活動にギャル同好会を作って活動。『Popteen』モデルの益若つばさの追っかけをし、益若が出演するイベントやファッションショーに足繁く通っていた。高校3年生の時に参加した益若の握手会で、同誌スタッフにスカウトされ業界入り。

### モデルとして
2007年1月号で『Popteen』に初登場。『Popteen』では単独企画を任されるなど看板モデルとして活躍し、益若、小森純に次ぐ元気キャラクターとして誌面を盛り上げた。
2010年には中国・上海にて開催された「上海国際博覧会2010」で、『Popteen』モデルの舟山久美子、出岡美咲らとともに、日本のギャル代表としてショーなどを通してギャル文化の広報活動を行った。また、Lie、杉山佳那恵、西川瑞希と共に性教育について考えるプロジェクト「厚生労働省後援 愛です!エデュケーション・キャンペーン」に参加した。
2011年3月の東日本大震災発災時には、小森純と益若つばさが立ち上げた復興支援のための募金プロジェクト「We are the one」による「We are the one 街頭募金キャンペーン」に参加した。
2011年12月号をもって『Popteen』を卒業。同年12月、『EDGE STYLE』に元『PopSister』モデルの中北成美と共に移籍。

### タレントとして
2011年2月に『踊る!さんま御殿!!』（日本テレビ系列）のお友達企画で小森の友人としてテレビに初出演。この回の「踊るヒット賞」を獲得し、小森の所属事務所TWIN PLANET ENTERTAINMENTからスカウトされて同事務所に所属する事になり、バラエティー活動を始める。
以降、「底抜けに明るいおバカキャラ」としてバラエティー番組で活躍し、モデルにして体を張って過激な企画に挑むことも辞さないことから、2010年代前半には「バラエティの女王」と呼ばれていた。
2014年1月に一般人男性と入籍。
2017年1月放送の『スカウちょ!』(テレビ朝日系)で、女子プロレス団体スターダムからプロレスラーとしてのデビューを交渉されたことをきっかけに、2016年12月に後楽園ホールで行われた試合に出場し、プロレスラーとしてデビューした。試合では宝城カイリと対戦し、終始圧倒されて敗戦した。
2021年7月下旬から体調を崩したことにより、8月4日から一定期間休養することを所属事務所が発表。のちに同時期に離婚していたことを発表した。同年10月17日に休養から復帰した。

## 人物
既婚の兄がいる。兄嫁(義姉)の鈴木沙織は2011年6月にモデルデビューしている。
2012年8月28日放送の『ロンドンハーツ』（テレビ朝日）でのスポーツテスト企画では、50m走で7秒46の記録を出し、元陸上部のmisonoらに大差をつけ、参加者中1位となった。2013年にはホノルルマラソンに出場し、42.195kmを6時間46分で完走した。
2024年8月に創価学会芸術部員であること、長きにわたって創価学会を信仰してきたことを公表した。

### 私生活
2009年から一般人男性と交際し、2011年12月18日放送の『サンデージャポン』（TBS）の「情報ライブみな美屋」コーナーに、小森純の夫である今井諒とともに登場。2013年7月9日に一般男性との婚約を発表し、2014年1月2日に婚姻届を提出した。
2023年4月18日放送の『踊る!さんま御殿!!』にて、2021年7月に離婚していたことを公表した。離婚から2年経ってから公表した理由に関しては、一般人である元夫の立場を考慮して公表するタイミングをいろいろと考えていたため、と同番組内で話した。
デビュー後も茨城県内に在住し、常磐線で東京に通っていたが、離婚後は東京に移住。

## 騒動
2019年4月27日、楽天生命パーク宮城で行われたパシフィック・リーグ公式戦、東北楽天ゴールデンイーグルス対千葉ロッテマリーンズの始球式に登板。マウンド上で「待って、待って!」などと叫んでなかなか投球動作に入らない、モーションを途中でやめるなどの行為があり、マウンドに登場する際に2分遅れたことも重なり、試合開始時間を合計4分ほど遅らせ、スタンドからは罵声が飛び交った。
後日イメージガールとして起用し、始球式登板を依頼した太子食品工業が謝罪メッセージを出すこととなった。その後5月4日および11日に出演した『田村淳の訊きたい放題!』（TOKYO MX）で「初めて始球式に出させていただいて、本当に皆さんに迷惑かけてしまって。本当に申し訳ない気持ちです」などと謝罪した。

## 出演

### テレビ番組
- Twin Planet Channel（2011年、Ustream）
- スター☆ドラフト会議（2011年4月12日 - 2013年3月5日） - イジリ隊
- イモ女改造計画（2011年、BeeTV）
- サンデージャポン（2011年10月 - 不定期出演、TBS）
- くりぃむクイズ ミラクル9（2012年1月 - 不定期出演、テレビ朝日）
- オトナへのトビラTV（2012年4月5日 - 2014年3月27日、NHK Eテレ）
- run for money 逃走中（2012年4月8日・10月7日、2013年1月6日・13日、2014年4月6日、2015年3月15日、フジテレビ）
- 金曜★ロンドンハーツ女性芸能人真夏のスポーツテスト（2012年8月28日、テレビ朝日）
- 痛快!明石家電視台（毎日放送）「女だらけのペンペンペアクイズ」不定期出演
- 淳と隆の週刊リテラシー→週刊リテラシー（2014年 - 2016年9月、TOKYO MX）コメンテーター
- 田村淳の訊きたい放題（2016年10月1日 - 、TOKYO MX）コメンテーター
- バイキング（2014年8月7日 - 9月・10月2日 - 2015年3月26日、2015年4月3日 - 2016年4月1日[38]、フジテレビ）[注釈 3]
- 梅沢富美男と東野幸治のまんぷく農家メシ（2019年4月 - 2020年3月、NHK BSプレミアム）ナレーター
- ワイドナショー（2021年10月31日、フジテレビ）
- センビキ（2025年6月11日、中京テレビ）[39]

### テレビドラマ
- せいせいするほど、愛してる 第1話（2016年7月12日、TBS） - 客 役[40]
- 警視庁・捜査一課長 season2 最終回（2017年6月22日、テレビ朝日）- 通行人 奈々子 役[41]

### 雑誌
- Popteen（角川春樹事務所、2007年1月号 - 2011年12月号）専属
- EDGE STYLE（双葉社、2012年1月号 - ）専属
- MAMOR（扶桑社、2020年3月号） - 防衛省広報誌。市ヶ谷地区にて航空自衛隊の制服を着て撮影、表紙と巻頭グラビアを飾る。

### ラジオ番組
- GALラジ〜愛です!社会貢献〜（TOKYO FM、2010年）
- 鈴木奈々のナナ転び八起き（かしわプロダクション制作、2015年4月 - 2017年4月、STVラジオ・BSN・IBS・YBS・GBS・KRY・JRT・RKC他AMラジオ局）
  - STVラジオのみ「鈴木奈々・奥山コーシンのナナ転び八起き」として放送（番組内容は同じ）。

### ウェブテレビ
- シモネタGP（2018年5月14日 - 6月4日、AbemaTV） - 審査委員
- アベマ大縁日〜人気番組勢ぞろい!神宮花火大会生中継で豪華プレゼント大放出SP〜（2018年8月11日、AbemaTV）[42]
- おさわがせOL給湯室（2018年4月[43] ‐、GYAO!）
- 番組制作権争奪リアリティーショー クリエイターズファンディング（2019年4月12日 - 、AbemaTV） - 見届け人[44]
- 極楽とんぼのタイムリミット（2020年6月14日、ABEMA）[45]
- ドキュメンタル番外編 女子メンタルfromまっちゃんねる（2021年、Amazon Prime Video）- シーズン2出演

### ウェブアニメ
- ビクマっ娘theあにめーしょんSP（2019年、本人役[46]）

### CM
- スベルティ「飲んでチョーキレイ篇」「飲んでチョーオフカロ篇」（2012年）
- 沢井美空「センチメンタル」（2013年）
- ベストブライダル 楽婚（2013年1月 - ） -  イメージキャラクター
- ディップ バイトルドットコム（2013年9月 - ）[47]
- サントリー BOSS贅沢微糖「ボウリング編」（2014年2月 - ）
- 大阪王将（イートアンド）
  - 「絶品国宝豚餃子」（2014年6月 - ）[48]
  - 「大阪王将羽根つき餃子」（2014年10月 - ）[49][50][51][52][53][54]
  - 「大阪王将ぷるもち水餃子」（2015年10月 - ）[50][55][56][57][58]
  - 「大阪王将ぷるもち水餃子」「大阪王将たれつき焼売」「大阪王将小籠包」（2021年3月 - ） -  TVer・WEBCM[59]
- ファイブゲート Point Income「Ｗ奈々篇」（2014年8月 - ） - ものまねタレントのみかんと共演[60]
- 常盤薬品工業 「 毛穴パテ職人」（2014年5月 - ）
- グラフィコ フットメジ（2015年4月 - ）[61]
- さとふる（2016年 - ）[62][63]
- P&Gジャパン「レノア本格消臭 スポーツ」（2017年）
- みずほ銀行「サマージャンボ宝くじ」（2017年）
- 美容皮膚科リゼクリニック（2017年）
- Y!mobile「早口応援団」（2018年）共演：出川哲朗、斉藤工、天龍源一郎
- キリンビール「氷結 シチリア産レモン」「氷結ストロング シチリア産レモン」（2018年）
- mixi「モンスターストライク ヤバババーン ジャパン!」（2018年）共演：タモリ、千原ジュニア（千原兄弟）、山里亮太（南海キャンディーズ）、叶姉妹
- トレイダーズホールディングス トレイダーズ証券「みんなのFX」（2018年6月 - ）[64]
- 太子食品工業「一丁寄せ 生とうふ」（2019年） - 宮城県、福島県限定だが、公式ホームページでも公開中。
- オリコオートリース コアラクラブ「クルマのサブスク」（2020年） - ラジオCM[65]

### ミュージック・ビデオ
- 藤森慎吾とあやまんJAPAN「夏あげモーション(Party ver.)」（2011年）
- パーマ大佐「森のくまさん」（2016年）

### 写真集
- 鈴木奈々写真集 Vivace（2022年3月8日、撮影：三瓶康友、講談社）ISBN：978-4065273586

### その他
- SPICY CHOCOLATE「キミと未来 feat. Ms.OOJA & 寿君」（2016年8月24日） - 配信限定シングルジャケット [66]

## 企業コラボレーション
- 鈴木奈々×プリシラ　コラボレーションウィッグ
- MOONSTAR × 鈴木奈々 コラボシューズ
- 鈴木奈々コラボネイルラップ

## 受賞歴
| 年     | 賞                                  | 部門               | 結果       |
| ------ | ----------------------------------- | ------------------ | ---------- |
| 2011年 | GRP Award                           | 最優秀ブロガー大賞 | ノミネート |
| 2016年 | 第9回日本シューズベストドレッサー賞 | 女性部門           | 受賞       |